# Burchard Grelle
Burchard Grelle (* unbekannt; † 12. August 1344, auch: Burghard oder Borchard) war von 1327 bis 1344 Erzbischof des Erzbistums Bremen.

## Biografie
Burchard Grelle stammte aus einer Bremer Bürgerfamilie. Sein Vater Volcmar Grelle war von 1296 bis 1314 Mitglied im Stadtrat. Er war neben Johann Rode von Wale der einzige Bürgerliche, der in Bremen zum Bischof gewählt wurde. Als Bürgersohn hatte er deshalb, im Gegensatz zu vielen anderen Bremer Erzbischöfen, zur Stadt Bremen immer ein gutes Verhältnis.
Burchard erhielt in Paris den magister artium, wurde dann Dompropst und seit 1310 Archidiakon in Rüstringen. Dort konnte er zwischen den in Fehde liegenden Rüstringern und der Stadt Bremen vermitteln. Nach dem Tod seines Vorgängers Jens Grand (auch Johannes Grant, 1260–1327), gegen den Burchard zeitweise vor der Kurie die Interessen des
Erzstifts vertrat, ernannte Papst Johannes XXII. am 25. September 1327 Burchard zum Erzbischof von Bremen. 1327/28 weilte Burchard in Avignon bei der Kurie und empfing die Bischofsweihe und das Pallium (Amtsabzeichen des Metropoliten). Politisch verband er sich nunmehr mit der Kurie als Gegner von König und Kaiser Ludwig IV. dem Bayern, da der Papst machtpolitisch bestrebt war, das Kaisertum deutlich zu schwächen. Es sind aus der folgenden Zeit jedoch keine Handlungen von Burchard bekannt, die sich gegen den Kaiser richteten.
Burchard stellte die unter Jens Grand zerrüttete Ordnung im Bistum Bremen wieder her. Es blieb aber unruhig, Burchard musste mehrmals gegen die Rüstringer ziehen, auch die Kehdinger und Dithmarscher wollten ihn zunächst nicht anerkennen. Gegen Kehdingen erbaute er die Burg Kiek in de Elve, die nach seinem Tod von den Kehdingern wieder zerstört wurde. Die Burgen Thedinghausen und Langwedel gingen ihm verloren.
1329 vermittelte er im Auftrage von Papst Johannes XXII. eine friedliche Lösung beim Kapitel von Cammin bei Streitigkeiten zwischen dem Deutschen Orden und dem Bistum von Breslau. Es war wohl auch seinem Einfluss zu verdanken, dass der Bremer Scholaster (Leiter einer Stiftsschule) Helembert von Vischbeck 1331 gegen den Widerstand von Gerhard III. von Holstein (1293–1340) Bischof von Schleswig wurde.
Ostern 1334 behauptete Burchard, er habe im Bremer Dom die von Erzbischof Adaldag 965 aus Rom mitgebrachten Gebeine der heiligen Cosmas und Damian auf „wunderbare Weise“ wiedergefunden. Zu Pfingsten 1335 ließ er daraufhin anlässlich der Umbettung der Reliquien ein mehrtägiges Fest veranstalten, das ein großes Ritterturnier auf dem Domshof beinhaltete.
Nachfolger von Erzbischof Burchard wurde 1345 Otto I. aus dem Oldenburger Grafenhaus.